# Сена Ђоровић
Сена Ђоровић (Куршумлија, 22. фебруар 1977) српска је филмска, телевизијска и позоришна глумица.

## Биографија
Сена Ђоровић је рођена 22. фебруара 1977. године у Куршумлији.
Глуму је дипломирала 2001. године на Академији уметности у Новом Саду у класи професорке Виде Огњеновић.
Од 2004. до 2006. године је била стипендисткиња „Академије Усамљене палате” у Штутгарту у Немачкој.
Од 2001. године је играла у представама „Народног позоришта у Београду”, а од 2003. године је у сталном ангажману овог позоришта.
Такође, играла је и у представама „Југословенског драмског позоришта”, „Београдског драмског позоришта”, „Позоришта Душко Радовић”, „Позоришта Бошко Буха”, „Центра за културну деконтаминацију” и „Битеф театра”.
Мало позориште "Душко Радовић", Сцена за младе, "No Name: Snežana", 2005  - Сена Ђоровић, (Наташа Марковић), Љубомир Бандовић

## Награде и признања
- Драматизовала је дечији роман „Лажеш Мелита” Ивана Кушана и та драматизација је награђена наградом „Мали Марулић” за најбољу адаптацију текста у Сплиту.[2][3]
- Јавну Похвалу за резултате у раду од изузетног и посебног значаја за успешну активност Народног позоришта у Београду добила је за сезону 2011/2012. и за сезону 2015/2016.[2]
- Награду „Витомир Богић” Радио Београда добила је за најуспешније радиофонско глумачко остварење у 2016. години.[2]
- „Награду Народног позоришта „Петар Банићевић” која се додељује младом глумцу / глумици старосне доби до 40. година живота, који се уметнички истакао у периоду од 1. новембра 2015. до 31. октобра 2016. године и исказао висок професионализам у послу и односу према „Народном позоришту” добила је за улогу Марије Стјуарт у представи „Марије Стјуарт”.[2][3][4][5]
- Такође, добила је и Награду стручног жирија за најбољег глумца вечери, за улогу Бранке у представи „Народна драма”, на 22. Глумачким свечаностима „Миливоје Живановић“ у Пожаревцу 2017. године.[2][3]

## Филмографија
| Год.       | Назив                   | Улога        |
| ---------- | ----------------------- | ------------ |
| 2006.      | Шејтанов ратник         | Ксенија      |
| 2010.      | Жена са сломљеним носем | Шанкерка     |
| 2014.      | Фолк                    | Верица       |
| 2021—2022. | Тајне винове лозе       | Лина Томовић |

## Улоге у позоришту

### Народно позориште у Београду
- Милева Ајнштајн (Милана)
- Незвани гост (Лиза)
- Уображени болесник (Белина)
- Сабирни центар (Милица)
- Живот или позориште (Шарлота Саломон)
- Хамлет (Офелија)
- Три сестре (Олга)
- Велика драма (Јаница)
- Судија (Брита)
- Птиче (Социјална радница)
- Базен без воде (Уметница)
- Кањош Мацедоновић (Видосава)
- Важно је звати се Ернест (Сесили Кардју)
- Избирачица (Савета)
- Женски оркестар (Леона)
- Пут у Дамаск (Дама, мајка)
- Марија Стјуарт (Марија Стјуарт)
- Народна драма (Бранка)

### Југословенско драмско позориште
- Ноћ убица (Беба)
- Замак (Фрида)
- Друга страна (Мала)
- Сањари (Регина)
- Изгнаници (Берта Рауен)

### Позориште Душко Радовић
- Порша Коклан (Порша Коклан)
- Последња смрт Френкија сузице (Мама)
- Мала Сирена (Принцеза Ксенија)
- (Снежана)
- Лажеш Мелита (Станарка)

### Позориште Бошко Буха
- Богојављенска ноћ (Виола)

### Битеф театар
- Џеки—Медеја (Џеки)